# Helcostizus oxyurus
Helcostizus oxyurus là một loài tò vò trong họ Ichneumonidae.